# Макиавелли, Франческо Мария
Франческо Мария Макиавелли (итал. Francesco Maria Machiavelli; 1608/1610, Флоренция, Великое герцогство Тосканское — 22 ноября 1653, Феррара, Папская область) — итальянский куриальный кардинал. Епископ Феррары с 11 октября 1638 по 22 ноября 1653. Титулярный латинский патриарх Константинопольский с 26 марта 1640 по 16 декабря 1641. Кардинал-священник с 16 декабря 1641, с титулом церкви Санти-Джованни-э-Паоло с 26 мая 1642 по 22 ноября 1653.